# Ponte di Bacunayagua
Il Ponte Bacunayagua è un ponte ad arco che si trova a Cuba, nei pressi di Matanzas. È il più grande ponte dell'isola caraibica.

## Descrizione
Si tratta di un ponte ad arco realizzato in cemento armato al confine tra le province di Matanzas e Mayabeque. Con una lunghezza di 313 metri e un'altezza di 110 m, è di gran lunga il più grande ponte di Cuba per dimensioni. Il ponte è situato in un contesto geografico impervio, che ha reso difficile alcune fasi della sua costruzione a causa dei pendii e del forte vento che spira dal mare: per questo motivo è considerato una delle sette meraviglie dell'ingegneria civile a Cuba.

## Storia
Il ponte, progettato da Luis Sáenz Duplace, costituisce l'opera più complessa realizzata all'interno della Via Blanca, un itinerario turistico di circa 100 km che collega L'Avana con le città di Matanzas e Varadero, nel nord del Paese, accorciando notevolmente i tempi di percorrenza tra le varie località.
La costruzione del ponte cominciò nel 1956 (sotto il regime di Fulgencio Batista), facendo largo uso di segmenti prefabbricati che poi venivano assemblati sul posto, tecnica allora inedita nell'isola. Le torri del ponte che sorreggono l'arco sono state costruite in cemento armato, utilizzando stampi mobili. Le due parti dell'arco che sorreggono la parte centrale del ponte sono state invece costruite contemporaneamente ed in seguito unite tra loro, creando dapprima una struttura in acciaio che includeva le casseforme per ricoprirli in seguito. Le travi, del peso di 47 tonnellate ciascuna, sono state collocate con sistemi di pre e post tensionamento per dare una maggiore resistenza. Le travi sono state collocate con telai di lancio, in quanto troppo pesanti per poter esser sollevate dalle gru presenti sull'isola, limitate a 30 tonnellate. Il ponte è stato inaugurato il 26 settembre del 1959 alla presenza di Fidel Castro e Celia Sánchez. Seguì pochi giorni dopo l'apertura al traffico, avvenuta il 3 ottobre 1959.
Nel corso degli anni il ponte è stato sottoposto a due manutenzioni, la prima nel 1976 e una più importante tra il 2012 e il 2015.
Ad oggi il ponte costituisce un'importante arteria di comunicazione; all'estremità sud del ponte è presente un belvedere dal quale si può osservare l'opera nella sua imponenza.

## Galleria d'immagini

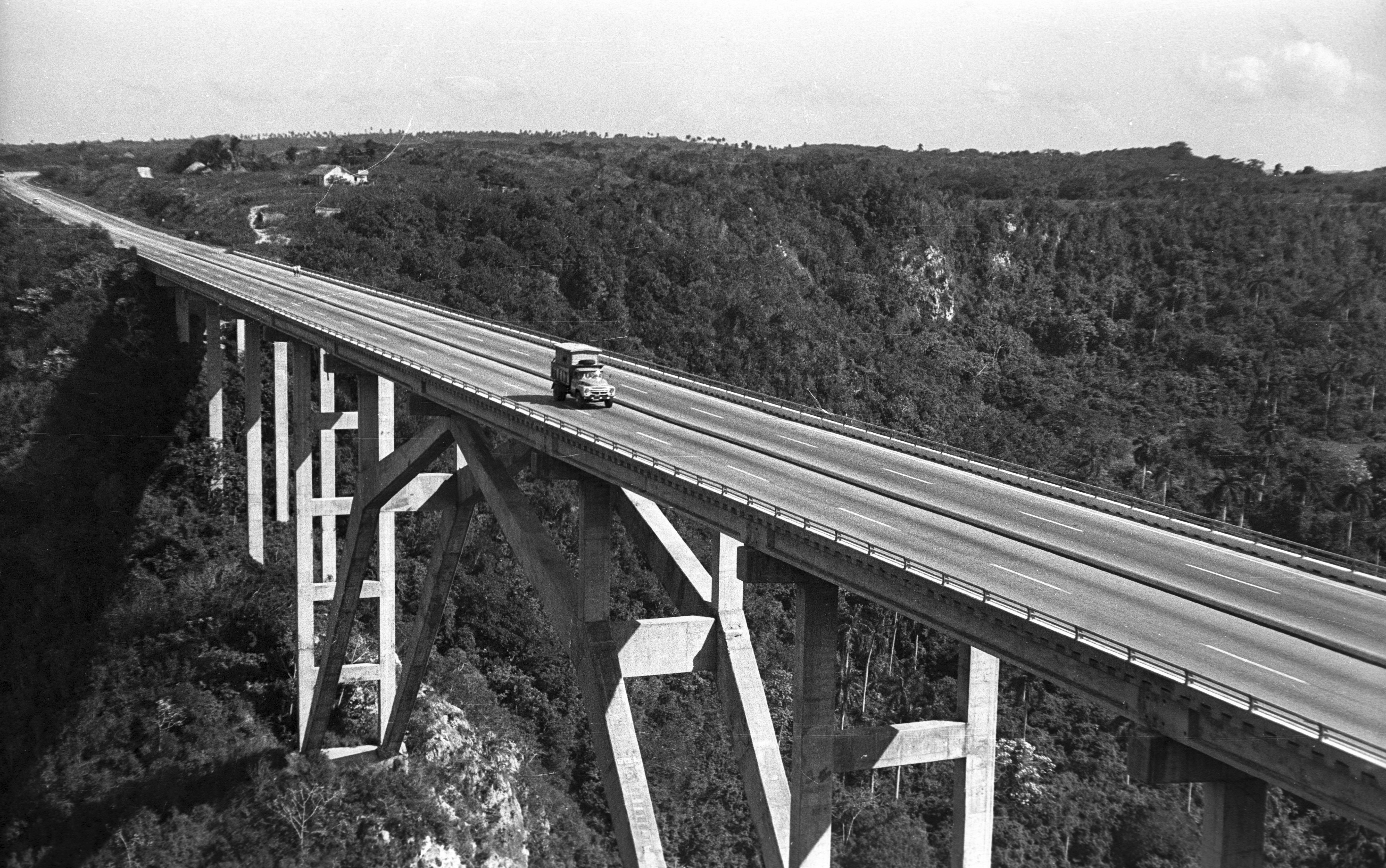
Il ponte in una foto del 1974
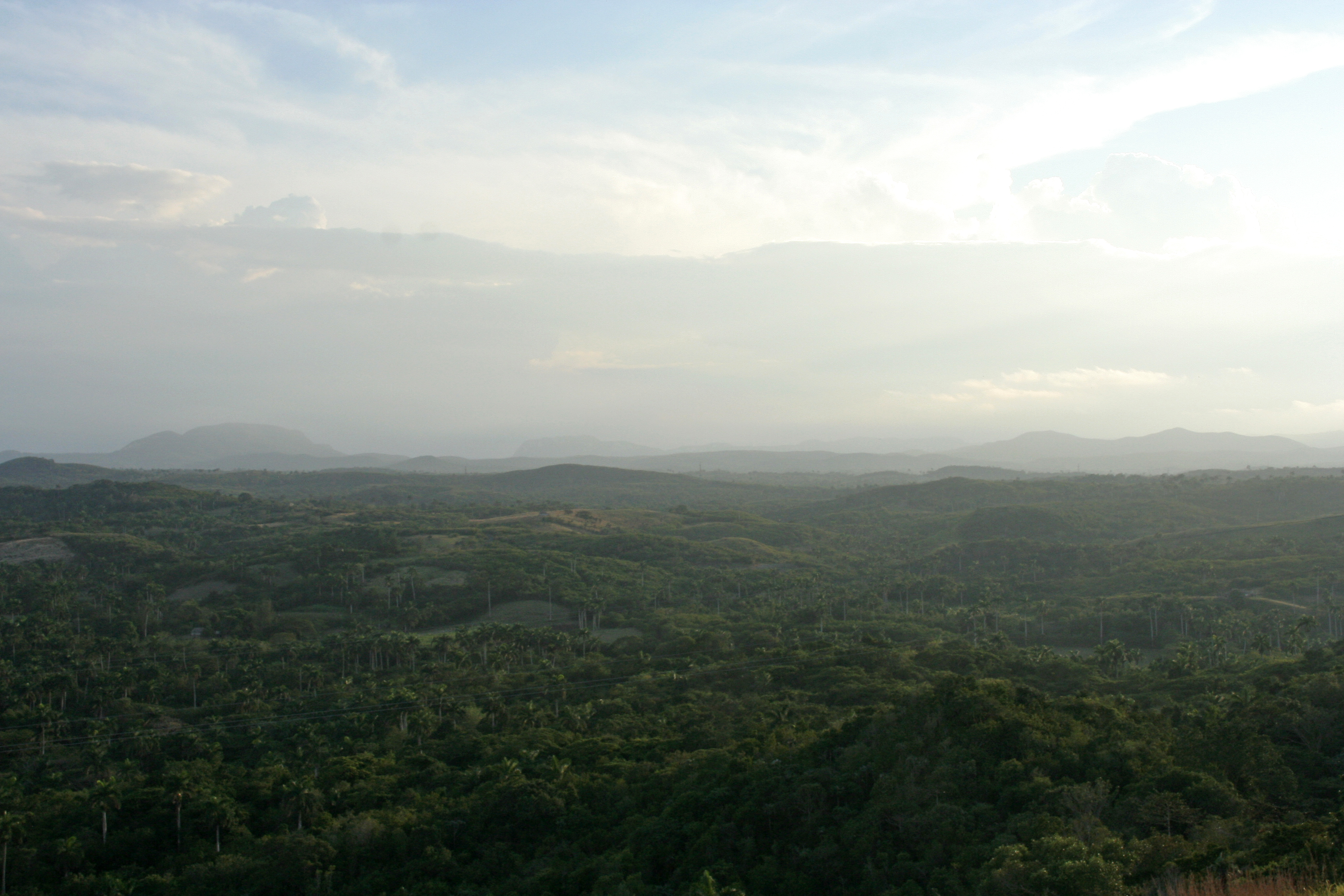
Veduta dal ponte
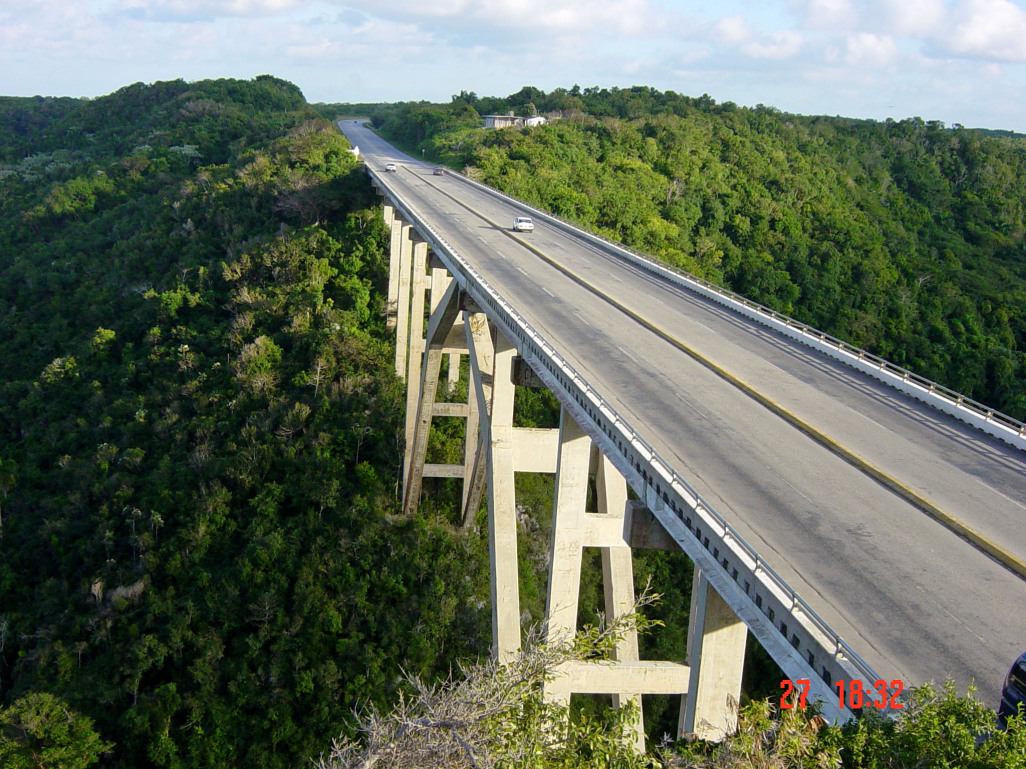
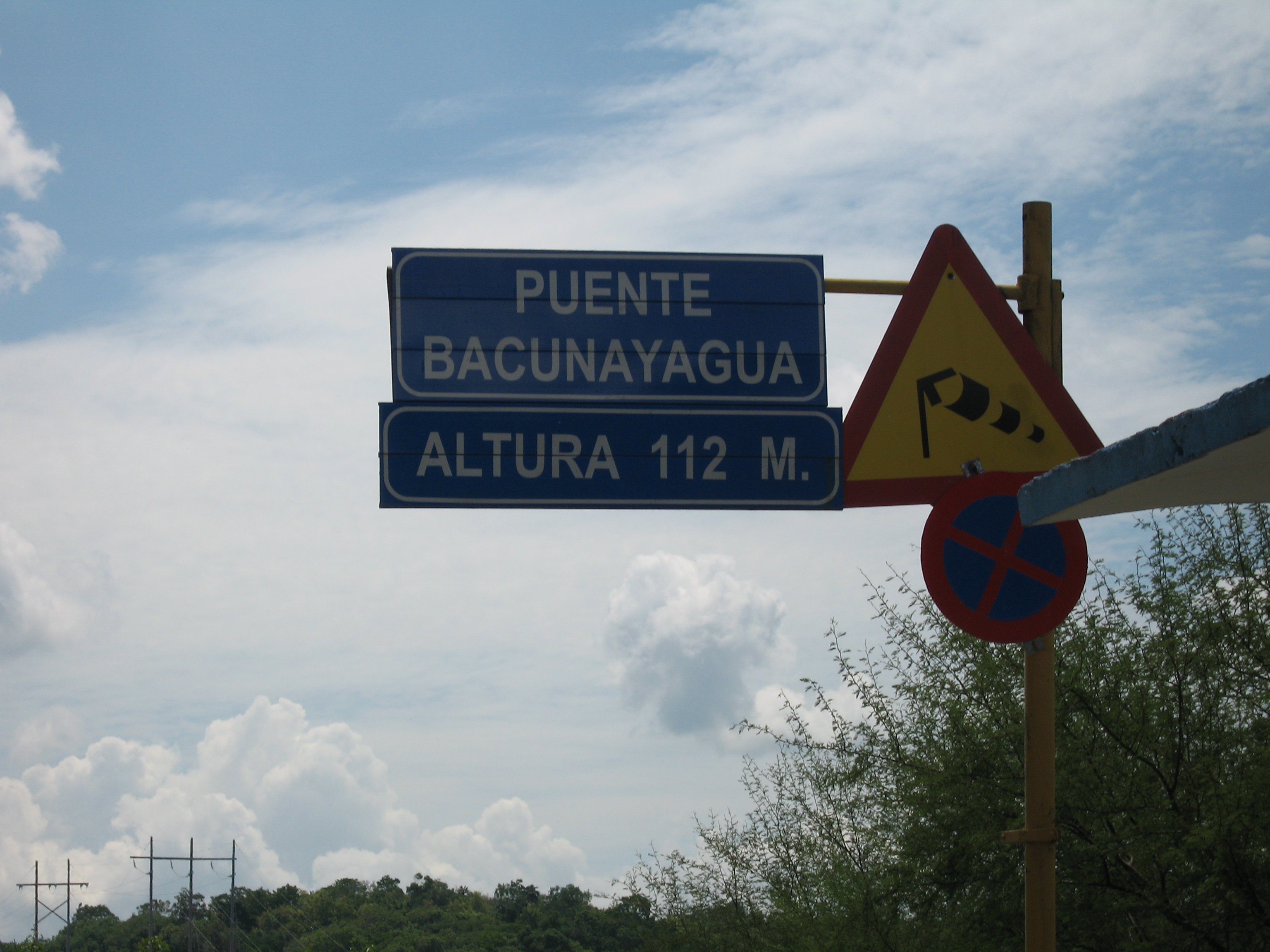
Il cartello di denominazione del ponte